# Circoscrizione Inghilterra sud-occidentale
La circoscrizione Inghilterra sud-occidentale è stata una circoscrizione elettorale per l'elezione degli europarlamentari del Parlamento europeo spettanti al Regno Unito, comprendente il sud-ovest dell'Inghilterra e Gibilterra. Sette, più sei membri dopo del Parlamento europeo sono stati eletti attraverso la rappresentanza proporzionale della lista di partito chiusa utilizzando il metodo D'Hondt.

## Confini
Il collegio elettorale era costituito dalla regione dell'Inghilterra sud-occidentale del Regno Unito, comprendente le contee cerimoniali di Bristol, Cornovaglia, Devon, Dorset, Gloucestershire, Somerset e Wiltshire. Ha anche incluso il territorio britannico d'oltremare di Gibilterra dal 2004.

## Storia
Il collegio elettorale è stato costituito a seguito dell'European Parliamentary Elections Act 1999, in sostituzione di un numero di collegi elettorali con un solo membro. Questi erano Bristol, Cornwall and West Plymouth Devon e East Plymouth, Dorset and East Devon, Somerset e North Devon, Wiltshire North e Bath, e parti di Cotswolds.
Prima delle elezioni del 2004, è stato ampliato per includere Gibilterra. Ciò è stato il risultato di un caso della Corte europea dei diritti dell'uomo del 1999, in cui si sosteneva che Gibilterra avrebbe avuto il diritto di votare alle elezioni europee. La Spagna ha presentato una denuncia riguardo alla partecipazione di Gibilterra alle elezioni europee alla Corte di giustizia europea, ma il loro caso non ha avuto esito positivo.

## Eurodeputati eletti
| Eurodeputati per gli ex collegi elettorali dell'Inghilterra sud-occidentale dal 1979 al 1999    | Eurodeputati per gli ex collegi elettorali dell'Inghilterra sud-occidentale dal 1979 al 1999 | Eurodeputati per gli ex collegi elettorali dell'Inghilterra sud-occidentale dal 1979 al 1999 | Eurodeputati per gli ex collegi elettorali dell'Inghilterra sud-occidentale dal 1979 al 1999 | Eurodeputati per gli ex collegi elettorali dell'Inghilterra sud-occidentale dal 1979 al 1999 | Eurodeputati per gli ex collegi elettorali dell'Inghilterra sud-occidentale dal 1979 al 1999 | Eurodeputati per gli ex collegi elettorali dell'Inghilterra sud-occidentale dal 1979 al 1999 | Eurodeputati per gli ex collegi elettorali dell'Inghilterra sud-occidentale dal 1979 al 1999 | Eurodeputati per gli ex collegi elettorali dell'Inghilterra sud-occidentale dal 1979 al 1999 | Eurodeputati per gli ex collegi elettorali dell'Inghilterra sud-occidentale dal 1979 al 1999 |
| Elezione                                                                                        |                                                                                              | 1979 – 1984                                                                                  |                                                                                              | 1984 – 1989                                                                                  |                                                                                              | 1989– 1994                                                                                   |                                                                                              | 1994 – 1999                                                                                  |                                                                                              |
| ----------------------------------------------------------------------------------------------- | -------------------------------------------------------------------------------------------- | -------------------------------------------------------------------------------------------- | -------------------------------------------------------------------------------------------- | -------------------------------------------------------------------------------------------- | -------------------------------------------------------------------------------------------- | -------------------------------------------------------------------------------------------- | -------------------------------------------------------------------------------------------- | -------------------------------------------------------------------------------------------- | -------------------------------------------------------------------------------------------- |
| Bristol                                                                                         |                                                                                              | Richard Cottrell Conservatore                                                                | Richard Cottrell Conservatore                                                                | Richard Cottrell Conservatore                                                                |                                                                                              | Ian White Laburista                                                                          | Ian White Laburista                                                                          | Ian White Laburista                                                                          |                                                                                              |
| Cornwall and Plymouth (1979–1994) Cornwall and West Plymouth (1994–1999)                        |                                                                                              | David Harris Conservatore                                                                    |                                                                                              | Christopher Beazley Conservatore                                                             | Christopher Beazley Conservatore                                                             | Christopher Beazley Conservatore                                                             |                                                                                              | Robin Teverson Liberal Democratici                                                           |                                                                                              |
| Cotswolds                                                                                       |                                                                                              | Lord Plumb Conservatore                                                                      | Lord Plumb Conservatore                                                                      | Lord Plumb Conservatore                                                                      | Lord Plumb Conservatore                                                                      | Lord Plumb Conservatore                                                                      | Lord Plumb Conservatore                                                                      | Lord Plumb Conservatore                                                                      |                                                                                              |
| Devon (1979–1994) Devon and East Plymouth (1994–1999)                                           |                                                                                              | Lord O'Hagan Conservatore                                                                    | Lord O'Hagan Conservatore                                                                    | Lord O'Hagan Conservatore                                                                    | Lord O'Hagan Conservatore                                                                    | Lord O'Hagan Conservatore                                                                    |                                                                                              | Giles Chichester Conservatore                                                                |                                                                                              |
| Somerset (1979–1984) Somerset and Dorset West (1984–1994) Somerset and North Devon (1994–1999)  |                                                                                              | Frederick Warner Conservatore                                                                |                                                                                              | Margaret Daly Conservatore                                                                   | Margaret Daly Conservatore                                                                   | Margaret Daly Conservatore                                                                   |                                                                                              | Graham Watson Liberal Democratici                                                            |                                                                                              |
| Upper Thames (1979–1984) Wiltshire (1984–1994) Wiltshire North and Bath (1994–1999)             |                                                                                              | Robert Jackson Conservatore                                                                  |                                                                                              | Caroline Jackson Conservatore                                                                | Caroline Jackson Conservatore                                                                | Caroline Jackson Conservatore                                                                | Caroline Jackson Conservatore                                                                | Caroline Jackson Conservatore                                                                |                                                                                              |
| Wessex (1979–1984) Dorset East and Hampshire West (1984–1994) Dorset and East Devon (1994–1999) |                                                                                              | James Spicer Conservatore                                                                    |                                                                                              | Bryan Cassidy Conservatore                                                                   | Bryan Cassidy Conservatore                                                                   | Bryan Cassidy Conservatore                                                                   | Bryan Cassidy Conservatore                                                                   | Bryan Cassidy Conservatore                                                                   |                                                                                              |

| Eurodeputati per l'Inghilterra sud-occidentale dal 1999 al 2019 | Eurodeputati per l'Inghilterra sud-occidentale dal 1999 al 2019 | Eurodeputati per l'Inghilterra sud-occidentale dal 1999 al 2019 | Eurodeputati per l'Inghilterra sud-occidentale dal 1999 al 2019 | Eurodeputati per l'Inghilterra sud-occidentale dal 1999 al 2019 | Eurodeputati per l'Inghilterra sud-occidentale dal 1999 al 2019 | Eurodeputati per l'Inghilterra sud-occidentale dal 1999 al 2019 | Eurodeputati per l'Inghilterra sud-occidentale dal 1999 al 2019 | Eurodeputati per l'Inghilterra sud-occidentale dal 1999 al 2019 | Eurodeputati per l'Inghilterra sud-occidentale dal 1999 al 2019 | Eurodeputati per l'Inghilterra sud-occidentale dal 1999 al 2019                    | Eurodeputati per l'Inghilterra sud-occidentale dal 1999 al 2019                    | Eurodeputati per l'Inghilterra sud-occidentale dal 1999 al 2019                    | Eurodeputati per l'Inghilterra sud-occidentale dal 1999 al 2019 | Eurodeputati per l'Inghilterra sud-occidentale dal 1999 al 2019 | Eurodeputati per l'Inghilterra sud-occidentale dal 1999 al 2019 |
| --------------------------------------------------------------- | --------------------------------------------------------------- | --------------------------------------------------------------- | --------------------------------------------------------------- | --------------------------------------------------------------- | --------------------------------------------------------------- | --------------------------------------------------------------- | --------------------------------------------------------------- | --------------------------------------------------------------- | --------------------------------------------------------------- | ---------------------------------------------------------------------------------- | ---------------------------------------------------------------------------------- | ---------------------------------------------------------------------------------- | --------------------------------------------------------------- | --------------------------------------------------------------- | --------------------------------------------------------------- |
| Elezione                                                        |                                                                 | 1999 (5° Parlamento)                                            | 1999 (5° Parlamento)                                            | 1999 (5° Parlamento)                                            |                                                                 | 2004 (6° Parlamento)                                            | 2004 (6° Parlamento)                                            | 2004 (6° Parlamento)                                            |                                                                 | 2009 (7° Parlamento)                                                               |                                                                                    | 2014 (8° Parlamento)                                                               |                                                                 | 2019 (9° Parlamento)                                            |                                                                 |
| Dep. Partito                                                    |                                                                 | Michael Holmes UKIP (1999–2000) Indipendente (2000–02)          |                                                                 | Graham Booth UKIP                                               | Graham Booth UKIP                                               | Graham Booth UKIP                                               |                                                                 | Trevor Colman UKIP                                              | Trevor Colman UKIP                                              | Trevor Colman UKIP                                                                 |                                                                                    | Julia Reid UKIP (2014–18) Indipendente (2018–19) Partito della Brexit              |                                                                 | Ann Widdecombe Partito della Brexit                             |                                                                 |
| Dep. Partito                                                    |                                                                 | II conte di Stockton Conservatore                               | II conte di Stockton Conservatore                               | II conte di Stockton Conservatore                               |                                                                 | Roger Knapman UKIP                                              | Roger Knapman UKIP                                              | Roger Knapman UKIP                                              |                                                                 | X conte di Dartmouth UKIP (2009–18) Indipendente (2018–19)                         | X conte di Dartmouth UKIP (2009–18) Indipendente (2018–19)                         | X conte di Dartmouth UKIP (2009–18) Indipendente (2018–19)                         |                                                                 | James Glancy Partito della Brexit                               |                                                                 |
| Dep. Partito                                                    |                                                                 | Caroline Jackson Conservatore                                   | Caroline Jackson Conservatore                                   | Caroline Jackson Conservatore                                   | Caroline Jackson Conservatore                                   | Caroline Jackson Conservatore                                   | Caroline Jackson Conservatore                                   | Caroline Jackson Conservatore                                   |                                                                 | Ashley Fox Conservatore                                                            | Ashley Fox Conservatore                                                            | Ashley Fox Conservatore                                                            |                                                                 | Christina Jordan Partito della Brexit                           |                                                                 |
| Dep. Partito                                                    |                                                                 | Neil Parish Conservatore                                        | Neil Parish Conservatore                                        | Neil Parish Conservatore                                        | Neil Parish Conservatore                                        | Neil Parish Conservatore                                        | Neil Parish Conservatore                                        | Neil Parish Conservatore                                        |                                                                 | Julie Girling Conservatore (2009–17) Indipendente (2017–19) Change UK (2019) Renew | Julie Girling Conservatore (2009–17) Indipendente (2017–19) Change UK (2019) Renew | Julie Girling Conservatore (2009–17) Indipendente (2017–19) Change UK (2019) Renew |                                                                 | Caroline Voaden Liberal Democratici                             |                                                                 |
| Dep. Partito                                                    |                                                                 | Giles Chichester Conservatore                                   | Giles Chichester Conservatore                                   | Giles Chichester Conservatore                                   | Giles Chichester Conservatore                                   | Giles Chichester Conservatore                                   | Giles Chichester Conservatore                                   | Giles Chichester Conservatore                                   | Giles Chichester Conservatore                                   | Giles Chichester Conservatore                                                      |                                                                                    | Clare Moody Laburista                                                              |                                                                 | Martin Horwood Liberal Democratici                              |                                                                 |
| Dep. Partito                                                    |                                                                 | Graham Watson Liberal Democratici                               | Graham Watson Liberal Democratici                               | Graham Watson Liberal Democratici                               | Graham Watson Liberal Democratici                               | Graham Watson Liberal Democratici                               | Graham Watson Liberal Democratici                               | Graham Watson Liberal Democratici                               | Graham Watson Liberal Democratici                               | Graham Watson Liberal Democratici                                                  |                                                                                    | Molly Scott Cato Verdi                                                             | Molly Scott Cato Verdi                                          | Molly Scott Cato Verdi                                          |                                                                 |
| Dep. Partito                                                    |                                                                 | Glyn Ford Laburista                                             | Glyn Ford Laburista                                             | Glyn Ford Laburista                                             | Glyn Ford Laburista                                             | Glyn Ford Laburista                                             | Glyn Ford Laburista                                             | Glyn Ford Laburista                                             | Seggio abolito                                                  | Seggio abolito                                                                     | Seggio abolito                                                                     | Seggio abolito                                                                     | Seggio abolito                                                  | Seggio abolito                                                  | Seggio abolito                                                  |